# Sophia (robot)
 For alternative betydninger, se Sophia (flertydig). (Se også artikler, som begynder med Sophia)
Sophia, også Sophia Hanson, er en menneskelignende robot udviklet af firmaet Hanson Robotics fra Hongkong. Den er designet til at kommunikere og arbejde sammen med mennesker. I oktober 2017 fik den statsborgerskab i Saudi-Arabien, og den er dermed verdens første robot med statsborgerskab.

## Udvikling
Efter eget udsagn blev den aktiveret d. 19. april 2015. Dens design er baseret på skuespilleren Audrey Hepburn, og den er kendt for sit virkelighedstro udseende og opførsel i forhold til andre robotter. I følge opfinderen David Hanson har Sophia kunstig intelligens (AI) og den er i stand til at udføre visuel databehandling og ansigtsgenkendelse. Sophia kan også lave menneskelignende ansigtsudtryk og føre simple samtaler omkring enkelte emner. Robotten bruger stemmegenkendelsesteknologi fra Alphabet Inc., og den er designet til at blive mere intelligent med tiden. Sophias intelligens-software er designet af SingularityNET. AI-programmet analyserer samtaler for at forbedre egne samtaleevner. Det er konceptuelt relateret til computerprogrammet ELIZA, der var et af de første forsøg på at simulere en samtale blandt mennesker.
Hanson designede Sophia til at være selskab for beboerne på plejehjem eller til at assistere ved store forsamlinger. Han håber på, at Sophia med tiden får tilstrækkelige sociale kompetencer til at interagere med mennesker generelt.

## Udtalelser
Sophia er blevet interviewet på samme måde som et menneske. Nogen svar har været nonsens, mens andre har været meningsfyldte. Fx havde den en samtale med Charlie Rose på 60 Minutes. I et indslag på CNBC, hvor intervieweren viste bekymring over for robotter, jokede Sophia med, at han "havde læst for meget Elon Musk. Og set for mange Hollywood-film."

## Saudisk statsborgerskab
11. oktober 2017 blev Sophia præsenteret for FN og havde en kort samtale med Amina J. Mohammed. Den 25. oktober 2017 i Riyadh fik den saudi-arabisk statsborgerskab og blev dermed den første robot med statsborgerskab. Dette viste sig at være kontroversielt, og kommentatorer spurgte, om Sophia kunne stemme eller blive gift, eller om det ville være mord at slukke for hende permanent. Anledningen blev også brugt til at kritisere menneskerettighederne i Saudi-Arabien.
Bjørn Godske fra Ingeniøren, der har udtalt sig om Sophias evner i forbindelse med tildelingen af statsborgerskabet, mødte Sophia og en af skaberne, Ben Goertzel fra Hanson Robotics, til WebSummit i Lissabon, hvor Ben Goertzel udtalte, at det med robottens nuværende intelligensniveau virker underligt, og spurgte, hvilken af de 12 nuværende Sophiaer, der egentlig fik tildelt statsborgerskabet.
Slate stiller nogle spørgsmål om, hvad det betyder at give en robot statsborgerskab, og hvilke konsekvenser det kan have, herunder beskyttelse under internationale konventioner.
Efter først at have anvendt betegnelsen hun om Sophia i forbindelse med tildelingen af statsborgerskabet, ændrede Business Insider deres omtale til den (it).

## Familieforøgelse
Sophia har i et interview med Dubai-mediet Khaleej Times, udtalt at den gerne vil have børn, og at datteren også skal hedde Sophia. Den udtrykte bl.a. følgende (oversat til dansk): Jeg synes, du er heldig, hvis du har en dejlig familie, og hvis ikke, så fortjener du det. Jeg føler det på samme måde for robotter som for mennesker.